# フランツ・ドップラー
アルベルト・フランツ・ドップラー（独: Albert Franz Doppler, ハンガリー語: Doppler Albert Ferenc, 1821年10月16日 オーストリア帝国領ガリツィア州の首都レンベルク（現ウクライナのリヴィウ） - 1883年7月27日 バーデン・バイ・ウィーン）は、フルート曲で有名なハンガリー人の作曲家。生前は、むしろオペラやバレエなどの舞台音楽の作曲家として評価が高かった。また、リスト・フェレンツの『ハンガリー狂詩曲』のいくつかを編曲したことでも知られている。

## 経歴
1821年、 オーストリア帝国領ガリツィア州レンベルク（現ウクライナのリヴィウ）生まれ。1828年から1831年まで、オーボエ奏者であった父親からフルートの指導を受ける。18歳でブダペスト歌劇場の首席フルート奏者に就任する。その後はウィーン宮廷歌劇場の首席フルート奏者から首席指揮者の地位へと昇り詰め、1864年から1867年までウィーン音楽院のフルート科の教授も務めた。
オペラやいくつかのフルート協奏曲のほか、超絶技巧を要する華麗なフルート小品を残している。フルート二重奏曲やフルート二重奏のための協奏曲といった作品は、フルートのヴィルトゥオーソ兄弟としてヨーロッパ中を席巻した、弟カール・ドップラー（ドップレル・カーロイ）との共演のために作曲されている。日本では、東洋的な曲想をもつ『ハンガリー田園幻想曲』作品26が人気が高い。
弟カールともどもフルートのヴィルトゥオーソにして作曲家であった（兄弟ともベーム式フルートを好まず、旧式のフルートを使い続けた）。カールの子である甥アールパード・ドップラー（ドップレル・アールパード、Árpád Doppler）も作曲家となり、米国で活動した。

## 作品一覧
- 『ベニョフスキ、カムチャツカの同胞』（Benyovszky; vagy A kamcsatkai számuzött (ドイツ語: Benyovsky oder Der Verwandte aus Kamtschatka）アウグスト・フォン・コッツェブーに基づくオペラ、1847年
- 『イルカとフサール募兵』（Ilka és a huszártoborzó (ドイツ語: Ilka und Die Husaren-Werbung）コミック・オペラ、1849年
- 『ヴァンダ』（Wanda）オペラ、1853年
- 『フサールの二人』（Két huszár (ドイツ語: Die beiden Husaren)）オペラ、1853年
- 『サルヴァトール・ローザ』（Salvator Rosa）メロドラマ、1855年
- 『エルジェーベト』（Erzsébet） オペラ（序曲と第1幕のみ。第2幕はエルケル・フェレンツ、第3幕はカール・ドップラーによる）、1857年
- 『ユディト』（Judith）オペラ、1870年

### 全般
- フランツ・ドップラーの楽譜 - 国際楽譜ライブラリープロジェクト

### 作品個別（試聴等）
- ハンガリー小二重奏曲作品36
  - F.Doppler - Duettino Ungherese Op.36 - Simone Ginanneschi、Floriana Franchina（以上2名Fl）、Claudia D'Ippolito（P）による演奏。当該Fl独奏者の一人（Simone Ginanneschi）の公式YouTube。
  - ハンガリー小二重奏曲作品36の楽譜 - 国際楽譜ライブラリープロジェクト
- アメリカ小二重奏曲作品37
  - Duettino Americain Op.37 by Doppler - Jasmine Choi（Fl＆Picc）、Dong-Suk Kang（Vn）、Youngho Kim（P）による演奏。当該Fl（兼Picc）独奏者の公式YouTube。
  - アメリカ小二重奏曲作品37の楽譜 - 国際楽譜ライブラリープロジェクト